# 崔春晃
崔春晃（1939年—？），又譯作崔春煌，北韓政治人物，官至朝鮮勞動黨中央宣傳鼓動部第一副部長、黨中央委員會副部長受最高人民會議代議員。他與鄭夏哲本為時任最高領回金正日的重臣，後因與組織指導部部長張成澤的權力鬥爭中失利而落馬。

## 生平
崔春晃的出生地不詳，只知他是在金日成綜合大學歷史系畢業。1997年，他成為黨中央宣傳鼓動部第一副部長。翌年正是北韓饑荒的末期，時任最高領導人金正日欲意通過各種的宣傳轉移民眾的視線，負責宣傳工作的崔春晃因而得到重用。在1999年，他就隨同金正日出席40次的考察，並頻頻出席只有親信才可出席的秘密會議。2000年，他又與宣傳鼓動部部長鄭夏哲一同負責三水發電廠工程。翌年，他又被提拔為黨中央宣傳鼓動部副部長。2003年，他還當選為最高人民會議的代議員。
然而，宣傳鼓動部崛起引起同樣負責宣傳工作，並由張成澤領導的組織指導部不快。組織指導部在試圖把鄭夏哲拉下馬的同時，也攻擊崔春晃。2004年3月，崔春晃的女兒結婚。在婚禮上，出席的高幹也給了1000美元红包。據悉，這在北韓官場是一件很平常的事，但組織指導部卻借此稱崔春晃的行徑浮華不檢點，違反黨規。最終，崔春晃在兩個月後因而被肅清。
崔春晃隨後去世，具體時間和原因也不明。2008年，平壤政府把其安葬在愛國烈士陵。

## 資料來源
1. 1 2 3 4 5 6 7  "党宣传秘书郑夏哲的没落经过" 《Daily NK》 2007 10 23
2. 1 2 3 4 5  .   [2014-01-23]. （原始内容存档于2019-09-21）.